# Gerrit van der Veenlaan 12 (Baarn)
De villa aan de Gerrit van der Veenlaan 12 is een gemeentelijk monument in Baarn in de provincie Utrecht. Het huis staat in het Wilhelminapark dat onderdeel is van  rijksbeschermd dorpsgezicht Prins Hendrikpark e.o.

## Oorsprong
De villa aan de Gerrit van der Veenlaan is rond 1900 gebouwd. De woning is symmetrisch opgebouwd; links en rechts zijn identiek aan elkaar. Opvallend detail is de uitpandige portiek met Ionische zuilen. De woning heeft een dubbele oprijlaan welke beiden aan de Gerrit van der Veenlaan uitkomen.

## Bewoning
De villa is steeds particulier bewoond geweest.